# Josef Zichy
Josef František Maria hrabě Zichy z Vaszonykeö (Joseph Franz Maria Graf Zichy von Zich und Vaszonykeö / Gróf Zichy József Ferenc Mária) (13. listopadu 1841, Prešpurk (Bratislava), Rakouské císařství – 11. listopadu 1924, Voderady, Československo) byl uherský šlechtic a politik. Od mládí působil ve státní správě, zastával funkci guvernéra v Rijece (1870–1872), poté byl ve dvou uherských vládách ministrem různých resortů (1872–1875). Byl též poslancem uherského sněmu a později dědičným členem Sněmovny magnátů. Vlastnil velkostatky na Slovensku, sídlil na zámku Voderady poblíž Trnavy.

## Životopis

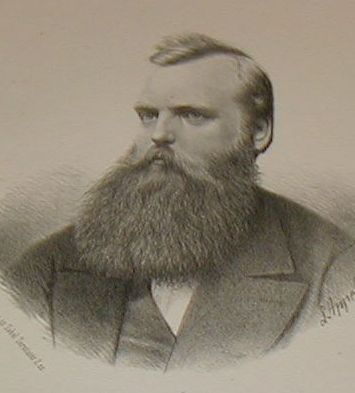
Hrabě Josef Zichy

Pocházel z významného uherského šlechtického rodu Zichyů, narodil se v Bratislavě jako nejstarší syn hraběte Františka Zichyho (1811–1900), rakousko-uherského velvyslance v Turecku. Studoval v Bratislavě a na univerzitě ve Vídni, kde dosáhl titulu doktora práv. Od mládí se angažoval v politice a ve státní správě. V letech 1867–1869 byl sekčním radou na uherském ministerstvu obchodu, mezitím byl zvolen do uherského zemského sněmu (1868–1870). V letech 1870–1872 zastával funkci guvernéra v Rijece, kde uvážlivým diplomatickým přístupem získal značnou popularitu. V prosinci 1872 se vrátil do Budapešti a byl povolán do Szlávyho vlády jako ministr orby, průmyslu a obchodu. Od prosince 1873 byl zároveň ministrem veřejných prací a dopravy. V následujícím kabinetu Istvána Bittó si udržel funkci ministra veřejných prací a dopravy (1874–1875). V letech 1872–1875 byl znovu také poslancem uherského zemského sněmu.
Po roce 1875 podnikl se svým mladším bratrem Augustem dlouhou cestu na Dálný východ. Od roku 1875 byl c. k. tajným radou a jako dědičný člen zasedal v uherské Sněmovně magnátů. V letech 1889–1893 byl županem v Bratislavě a v letech 1892–1893 souběžně také v Trnavě. Za zásluhy byl nositelem Řádu železné koruny (1873) a velkokříže Leopoldova řádu (1892). Jeho hlavním sídlem byl zámek Voderady u Trnavy.

## Rodina
V roce 1878 se oženil s princeznou Helenou (Ilonou) Odescalchiovou (1859–1932) z italské šlechtické rodiny usazené v Uhrách. Z jejich manželství pocházel syn Julius (1880–1930) a dcera Klára (1883–1971), provdaná za hraběte Štěpána Kegleviche. Manželství Josefa Zichyho a Heleny Odescalchiové bylo rozvedeno v srpnu 1895 a Helena se o měsíc později provdala za Josefova bratrance hraběte Kazimíra Zichyho.
Jeho mladší bratr Theodor (1847–1927) byl diplomatem a dlouholetým rakousko-uherským vyslancem v Bavorsku. Nejmladší bratr August (1852–1925) proslul jako cestovatel a později byl císařským nejvyšším dvorním maršálkem.